# Municipio de Jefferson (condado de Clark)
El municipio de Jefferson (en inglés: Jefferson Township) es un municipio ubicado en el condado de Clark en el estado estadounidense de Misuri. En el año 2010 tenía una población de 213 habitantes y una densidad poblacional de 2,25 personas por km².

## Geografía
El municipio de Jefferson se encuentra ubicado en las coordenadas 40°31′35″N 91°46′49″O / 40.52639, -91.78028. Según la Oficina del Censo de los Estados Unidos, el municipio tiene una superficie total de 94.46 km², de la cual 93,61 km² corresponden a tierra firme y (0,89 %) 0,84 km² es agua.

## Demografía
Según el censo de 2010, había 213 personas residiendo en el municipio de Jefferson. La densidad de población era de 2,25 hab./km². De los 213 habitantes, el municipio de Jefferson estaba compuesto por el 98,59 % blancos, el 0,47 % eran afroamericanos, el 0,47 % eran amerindios y el 0,47 % eran de una mezcla de razas. Del total de la población el 0 % eran hispanos o latinos de cualquier raza.